# La loca de los gatos

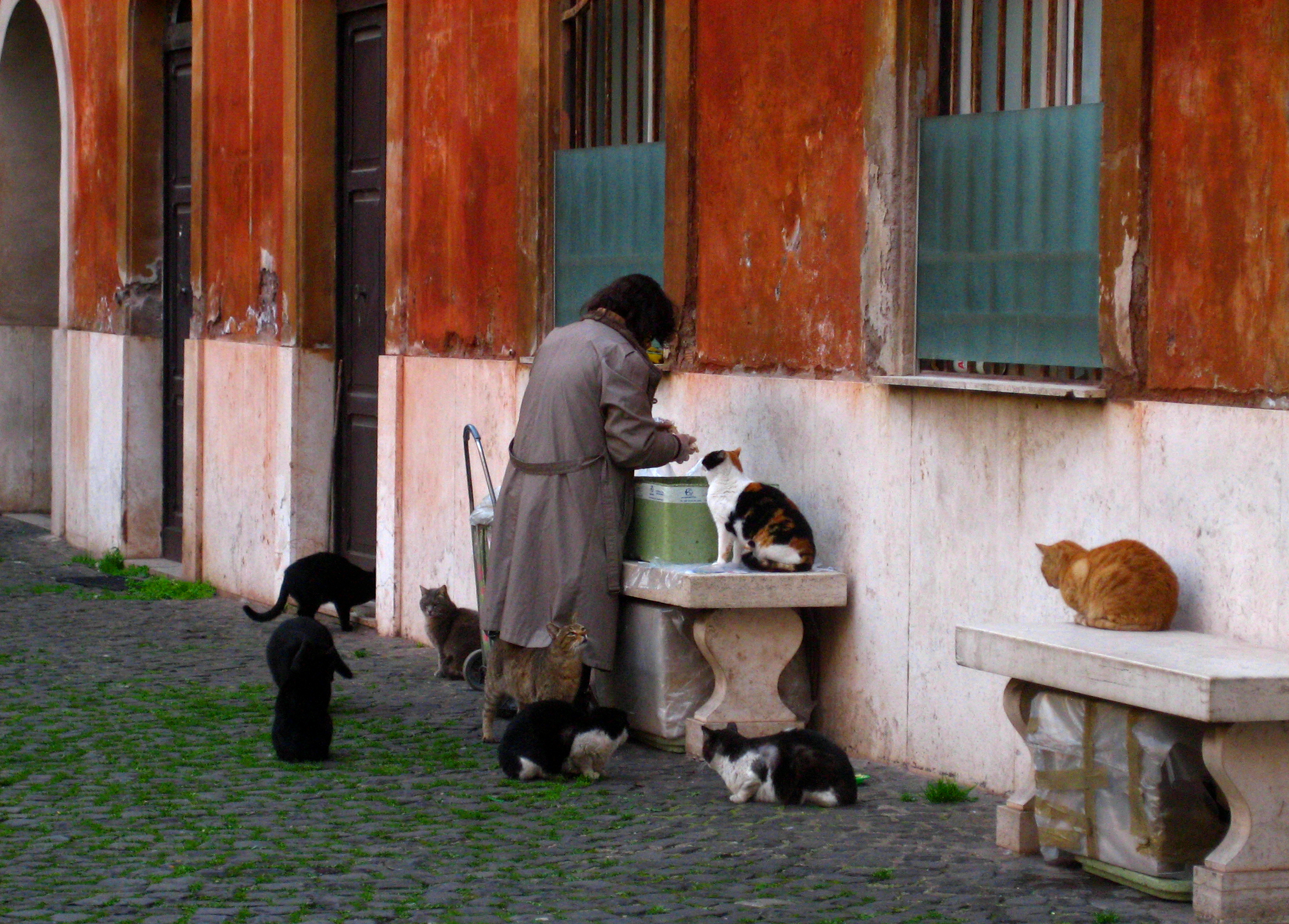
Una mujer alimentando gatos en Roma.

La loca de los gatos es un arquetipo cultural o personaje que se representa como una mujer de mediana edad o anciana, soltera o viuda, que convive con varios gatos o los alimenta en la calle, especialmente cuando provoca molestias al vecindario. 
El término se refiere a una mujer, —posiblemente afectada por un síndrome de Noé— que acumula o alimenta una gran cantidad de gatos sin tener la capacidad de proporcionarles un cuidado adecuado, que debe incluir atención veterinaria y esterilización.Es usado de manera peyorativa.

## Uso

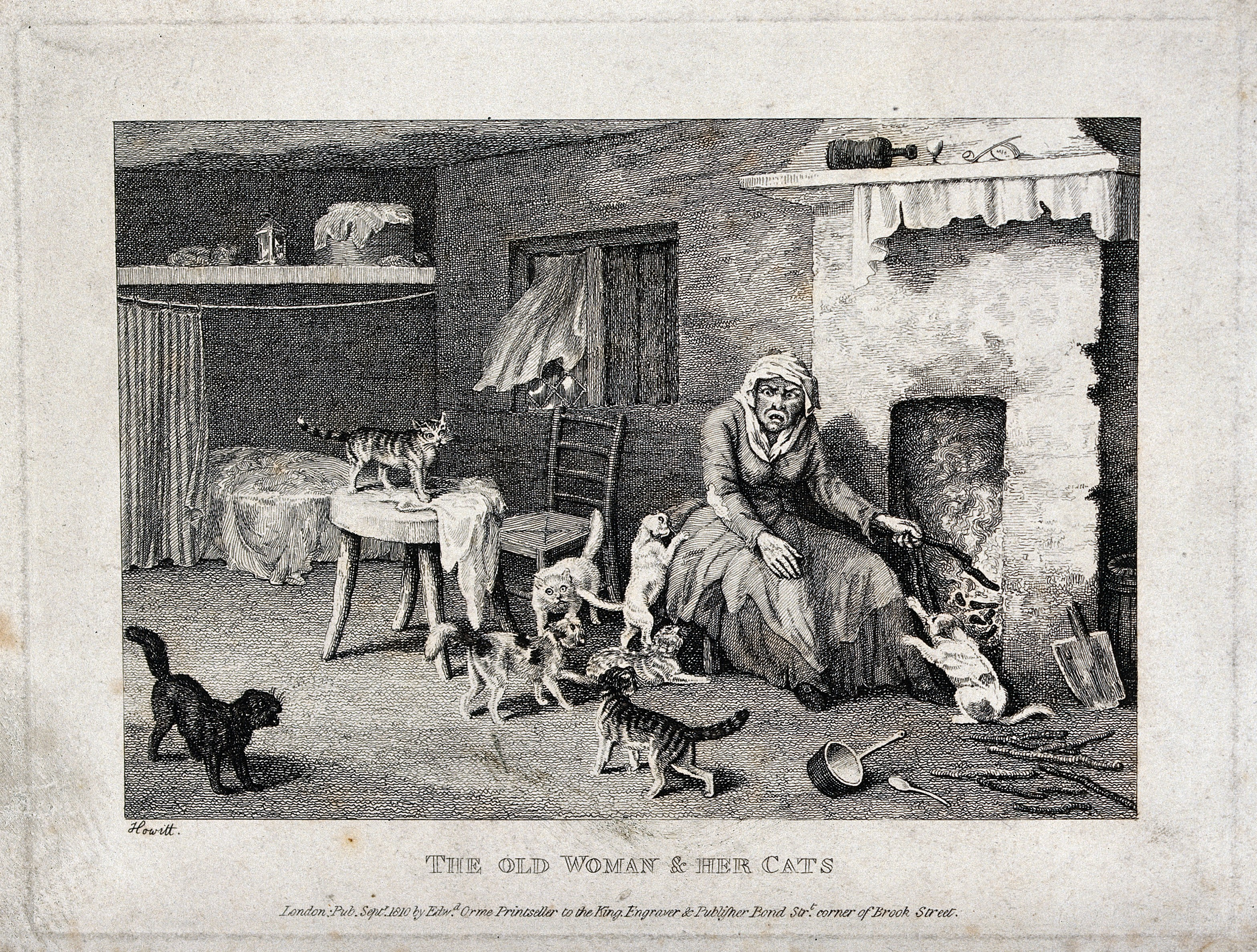
La anciana y sus gatos, 1811.

A lo largo de la historia, las mujeres que comparten su vida con gatos han sido objeto de estereotipos. Tradicionalmente, se les ha vinculado con la soltería, la viudez e incluso con la brujería.

## Posibles causas
El acumulamiento compulsivo de gatos, que es un síntoma del trastorno obsesivo-compulsivo, ha estado vinculado durante mucho tiempo a la imagen de las personas conocidas como "locas de los gatos".
Un estudio realizado en el 2019[¿cuál?] no encontró diferencias significativas entre las personas que tienen gatos y las que no los tienen en términos de ansiedad, depresión o sus experiencias en las relaciones. Los investigadores concluyeron que sus hallazgos no respaldan la idea de que los dueños de gatos tiendan a experimentar depresión, ansiedad o dificultades en sus relaciones humanas.
En contraste, un estudio independiente llevado a cabo en 1983 encontró que las personas que tenían mascotas, ya fueran perros o gatos, tendían a obtener puntuaciones más altas en sensibilidad social y confianza interpersonal en comparación con aquellos que no tenían mascotas. Sin embargo, no se observaron diferencias sustanciales entre los dueños de perros y los dueños de gatos en este aspecto.
Estos hallazgos sugieren que la relación entre la posesión de gatos y la salud mental, así como las habilidades sociales, pueden variar en función de diversos factores y deben ser objeto de investigaciones adicionales para comprender completamente su impacto.
El doctor Naftali Berrill, director del Centro de Neuropsicología y Ciencias del Comportamiento Forense de Nueva York, compartió con AOL Health una perspectiva interesante. Señaló que algunas personas que tienen una fuerte devoción por sus mascotas, como los gatos, podrían experimentar dificultades en la comunicación y expresión de sus sentimientos con otras personas. Para estas personas, la satisfacción de sus necesidades emocionales y de afecto se encausaría más fácilmente a través de la relación con una mascota. Sin embargo, Berrill también advirtió que esta intensa devoción por las mascotas podría ser en algún caso un indicio de problemas mentales o emocionales, como la depresión. Esto sugiere que, si bien las mascotas pueden proporcionar un valioso apoyo emocional, es esencial prestar atención a la salud mental de quienes muestran una excesiva dependencia de sus animales de compañía y brindarles el apoyo adecuado si es necesario.

## Toxoplasmosis
Varios estudios han hallado relación entre la toxoplasmosis, de cuyo causante Toxoplasma gondii, el gato es su único reservorio, y ciertas afecciones psiquiátricas como el trastorno obsesivo-compulsivo (TOC) y la esquizofrenia. El término «crazy cat lady» es una expresión coloquial utilizada por organizaciones de noticias anglosajonas para describir la relación entre el parásito T. gondii y diversos trastornos mentales y problemas de conducta en los seres humanos.

## Documental
El documental Cat Ladies (2009) narra las historias de cuatro mujeres cuyas vidas están centradas en sus gatos. La película fue dirigida por Christie Callan-Jones y producida por Chocolate Box Entertainment, originalmente para TVOntario. Cat Ladies fue seleccionada oficialmente en varios festivales, incluyendo el Hot Docs Festival de 2009, el Silverdocs Festival y el DocFest de San Francisco.